# Fakólilás tejelőgomba
A fakólilás tejelőgomba vagy lilásodó keserűgomba (Lactarius aspideus) a galambgombafélék családjába tartozó, Európában honos, vízközeli erdőben, ligetekben élő, nem ehető gombafaj. 

## Megjelenése
A fakólilás tejelőgomba kalapja 3-6 (10) cm széles, alakja fiatalon domború, majd laposan kiterül, közepén tompa púppal; de lehet kissé bemélyedő is. Széle fiatalon némileg aláhajló, pelyhes, filces. Felszíne sima, nedves időben tapadós. Színe fehéres vagy halvány okkersárgás, néha ibolyás árnyalattal vagy foltokkal, szélén világosra fakul; nem zónázott. Nyomásra, sérülésre lilásszürkén, barnáslilán foltosodik. 
Húsa fehéres vagy halványsárgás színű, levegőn lilásvörösre színeződik. Sérülésre bő, fehér tejnedvet ereszt, ami megszáradva rózsáslilásra változik. Szaga kissé gyümölcsös; íze először keserű, majd csípős.  
Sűrű lemezei szélesen tönkhöz nőttek vagy némileg lefutók. Színük fehéres vagy fakósárga.
Tönkje 2-5 cm magas és 0,5-1 cm vastag. Alakja hengeres vagy kissé lefelé vékonyodó, idősen üregesedik. Felszíne sima, sízne fehér, néha kisebb ibolyás foltokkal.
Spórapora halvány krémszínű. Spórája majdnem kerek vagy széles elliptikus; mérete 8,5-9,5 x 6,5-7 µm.

### Hasonló fajok
A sárgáslila tejelőgomba, a barnáslilás tejelőgomba, az ibolyásodó tejelőgomba hasonlít hozzá.  

## Elterjedése és termőhelye
Európában honos. 
Patakok mentén, ártéri ligeterdőkben, tópartokon nő, nyirkos talajon, nyír vagy fűz alatt. A hegyvidéki erdőkben gyakoribb. Júliustól októberig terem. 

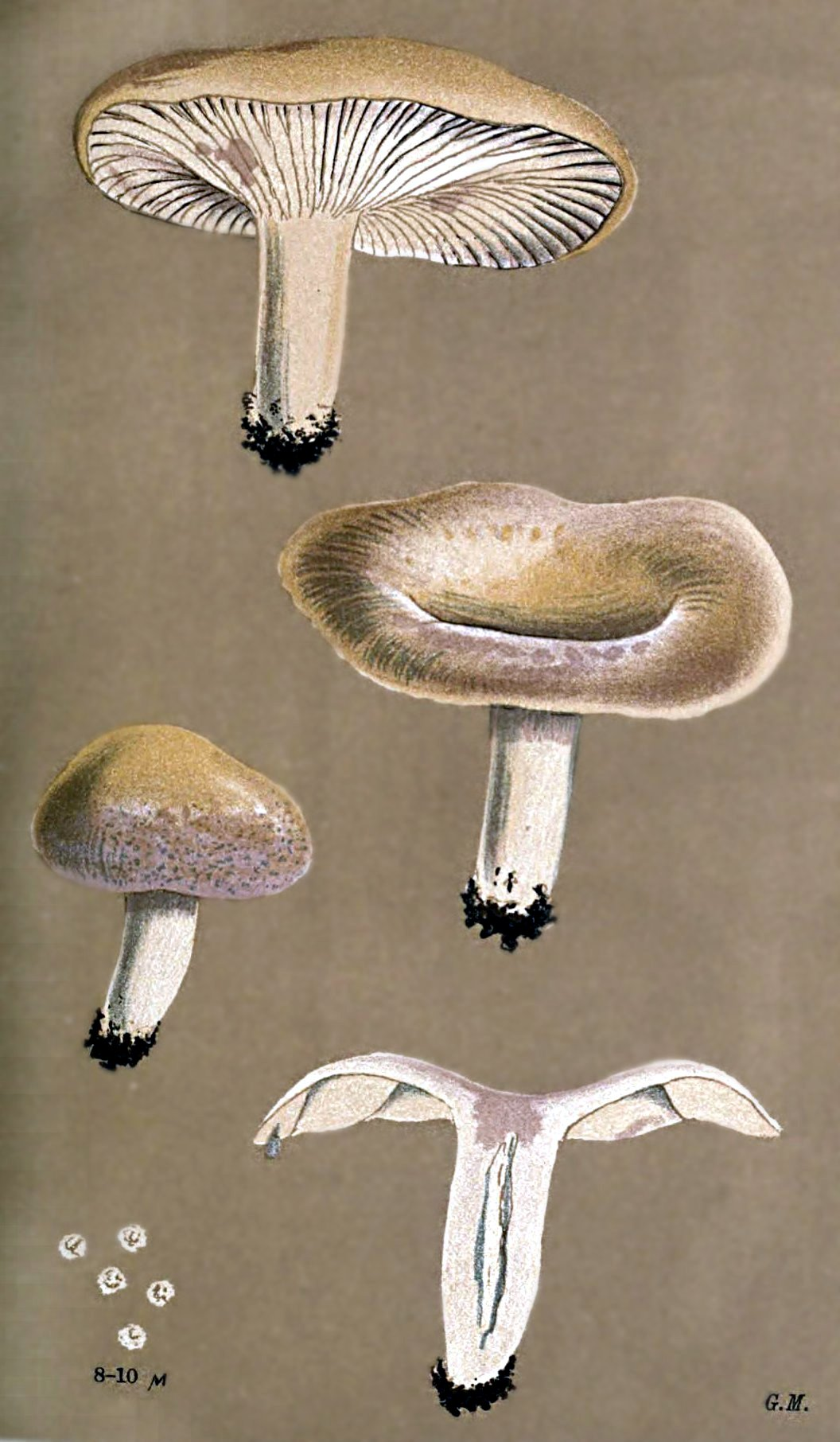
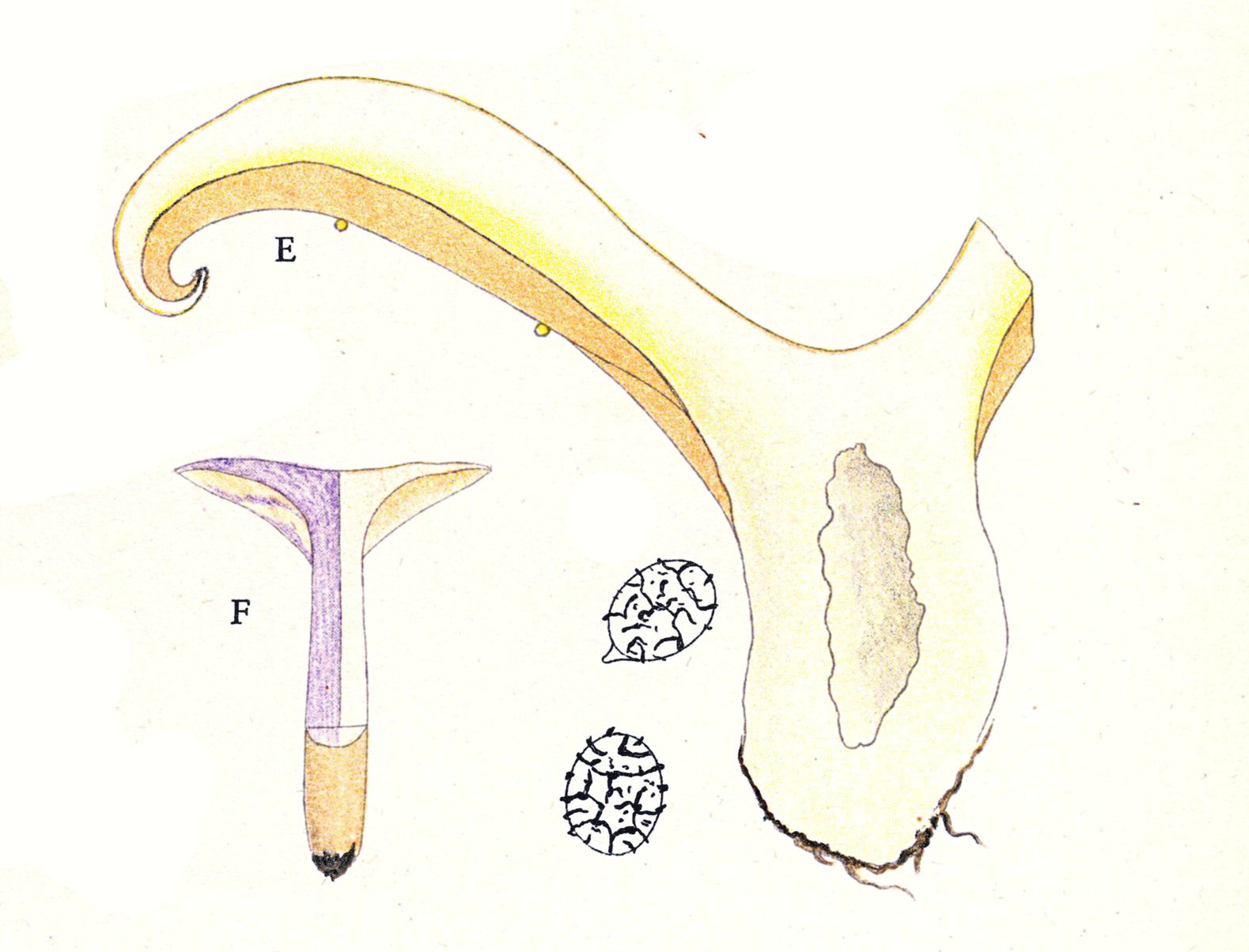

Nem ehető. 